# Nebalia
Nebalia is een geslacht van kreeftachtigen uit de familie van de Nebaliidae.

## Soorten
- Nebalia abyssicola Ledoyer, 1997
- Nebalia antarctica Dahl, 1990
- Nebalia biarticulata Ledoyer, 1997
- Nebalia bipes (Fabricius, 1780)
- Nebalia borealis Dahl, 1985
- Nebalia brucei Olesen, 1999
- Nebalia cannoni Dahl, 1990
- Nebalia capensis Barnard, 1914
- Nebalia clausi Dahl, 1985
- Nebalia dahli Kazmi & Tirmizi, 1989
- Nebalia daytoni Vetter, 1996
- Nebalia deborahae Bochert & Zettler, 2012
- Nebalia falklandensis Dahl, 1990
- Nebalia geoffroyi Milne-Edwards, 1928
- Nebalia gerkenae Haney & Martin, 2000
- Nebalia herbstii Leach, 1814
- Nebalia hessleri Martin, Vetter & Cash-Clark, 1996
- Nebalia ilheoensis Kensley, 1976
- Nebalia kensleyi Haney & Martin, 2005
- Nebalia kocatasi Moreira, Kocak & Katagan, 2007
- Nebalia koreana Song, Moreira & Min, 2012
- Nebalia lagartensis Escobar-Briones & Villalobos-Hiriart, 1995
- Nebalia longicornis Thomson, 1879
- Nebalia marerubri Wägele, 1983
- Nebalia melanophthalma Ledoyer, 2002
- Nebalia mortoni Lee & Bamber, 2011
- Nebalia neocaledoniensis Ledoyer, 2002
- Nebalia patagonica Dahl, 1990
- Nebalia pseudotroncosoi Song, Moreira & Min, 2012
- Nebalia reboredae Moreira & Urgorri, 2009
- Nebalia schizophthalma Haney, Hessler & Martin, 2001
- Nebalia strausi Risso, 1826
- Nebalia troncosoi Moreira, Cacabelos & Dominguez, 2003
- Nebalia villalobosi Ortiz, Winfield & Chazaro-Olvera, 2011